# Jere Salo
Jere Salo, pseud. sergej (ur. 1 marca 2002) – fiński profesjonalny gracz Counter-Strike: Global Offensive, będący riflerem dla organizacji ENCE eSports. Były reprezentant takich formacji jak SkitLite czy HAVU Gaming. Dotychczas w swojej karierze zarobił ok. 205 tysięcy dolarów.

## Życiorys
Karierę rozpoczął 24 października 2015 roku, kiedy dołączył do amatorskiej organizacji 5CORE.RED. 5 września 2016 dołączył do SkitLite, jednak nic w niej wielkiego nie osiągnął. 9 czerwca 2017 roku doszedł do HAVU Gaming, z którą wygrał m.in. Nordic Championship Season 2, zgarniając 12 tysięcy dolarów. 4 kwietnia 2018 dołączył do najlepszej fińskiej formacji e-sportowej – ENCE eSports. Był to najlepszy moment w karierze sergeja, ponieważ zajął z nią 2 miejsce na turnieju IEM Major Katowice 2019, przegrywając z mocarnym Astralis w finale. Jere reprezentuje fińską markę do dziś, która obecnie znajduje się 12 miejscu w rankingu najlepszych drużyn CS:GO, tworzonego przez serwis HLTV.

## Wyróżnienia indywidualne
- Został wybrany 13 najlepszym graczem 2019 roku według serwisu HLTV[5].
- Został uznany najlepszym graczem turnieju StarSeries i-League CS:GO Season 6[6]. W rezultacie Sergej został najmłodszym graczem CS:GO, który kiedykolwiek otrzymał nagrodę MVP, ponieważ miał 16 lat i 231 dni w chwili otrzymania statusu MVP.
- Został najmłodszą osobą w CS:GO, która awansowała do wielkiego finału turnieju rangi Major w wieku 17 lat i 1 dnia na IEM Katowice 2019.

## Osiągnięcia[7][8]
- 1 miejsce - NeSa 2017
- 1 miejsce - ROG Masters 2017 – Nordic
- 1 miejsce - Finnish eSports League Season 3
- 1 miejsce - Nordic Championship Season 2
- 1 miejsce - ASUS ROG Finnish Championship 2018
- 2 miejsce - DreamHack Open Montreal 2018
- 1 miejsce - StarSeries & i-League CS:GO Season 6
- 1 miejsce - Assembly GameXpo 2018
- 1 miejsce - DreamHack Open Winter 2018
- 1 miejsce - Europe Minor Championship - Katowice 2019
- 1 miejsce - Assembly Winter 2019
- 2 miejsce - Intel Extreme Masters XIII Katowice Major 2019
- 1 miejsce - BLAST Pro Series: Madrid 2019
- 2 miejsce - DreamHack Masters Dallas 2019
- 1 miejsce - Telia Esports Series Season 1
- 2 miejsce - Intel Extreme Masters XIV - Chicago
- 2 miejsce - CS:GO Asia Championships 2019
- 3/4 miejsce - Champions Cup Finals